# Парламентарни избори в България (1953)
Парламентарните избори се провеждат на 20 декември 1953 г. в Народна република България и са за II народно събрание.

## Обща информация
Отечественият фронт е единствената организация, която участва в изборите и всички кандидатски листи трябва да бъдат одобрени от Фронта (съгласно избирателен закон, приет през 1953 г.). Избирателите имат възможността да гласуват само за или против листата на Фронта. Само 0,1% от гласовете са подадени против Фронта. Съобщава се, че избирателната активност е 99,5%.

## Резултати
| Партия                    | Гласове   | %    | Места |
| ------------------------- | --------- | ---- | ----- |
| Отечествен фронт          | 4 981 594 | 99,8 | 249   |
| Против                    | 9 077     | 0,18 | –     |
| Невалидни/празни бюлетини | 967       | 0,02 | –     |
| Общо                      | 4 991 638 | 100  | 249   |
| Източник: Nohlen & Stöver |           |      |       |